# Домарадзин
Домарадзин (пол. Domaradzyn) — село в Польщі, у гміні Ґловно Зґерського повіту Лодзинського воєводства.
Населення — 174 особи (2011).

## Демографія
Демографічна структура станом на 31 березня 2011 року:
|          | Загалом | Допрацездатний вік | Працездатний вік | Постпрацездатний вік |
| -------- | ------- | ------------------ | ---------------- | -------------------- |
| Чоловіки | 91      | 33                 | 48               | 10                   |
| Жінки    | 83      | 21                 | 43               | 19                   |
| Разом    | 174     | 54                 | 91               | 29                   |